# AKB48成员甄选
AKB48成员甄选（日语：／）是日本女子偶像组合AKB48的甄选活动。

## 活动概要
在整个甄选活动中，在经过与工作人员的讨论后，最后将由AKB48的总制作人秋元康来决定最终的合格者。选择成员的标准不仅仅是选择正统美女，而是要根据粉丝的喜好从性格到外貌等尽可能多方面进行选择，最后创建一个类似学校或班级的真人秀。因此有传闻“AKB48不接受班上最漂亮的女孩而是选择第二或排名更后的可爱女孩”，但是秋元康却否定这说说法并说“这是个都市传说，我将竭力搜集最可爱的女孩”。

### 主要甄选规则
- 申请资格：任何认为可以成为AKB48并进行娱乐表演的女性。在第一期生到第三期生时，年龄限制是10岁到22岁；第四期生到第十五期生时，年龄现在是11岁到18岁；而从第十六期生开始，只接受11岁到20岁且没有与任何娱乐公司签约的女生。对于表演经验无任何要求。

- 甄选过程：
  - 第一次审查：书面申请；
  - 第二次审查：视频电话面试或试镜；
  - 最终审查：直接面试并进行歌唱和舞蹈能力的考核。

合格成员可以获得免费的课程培训及服装租赁。

## 大人AKB48甄选会
2014年春季，AKB48和江崎固力果產品「パピコ」合作，從30歲以上的女性甄選一位。以往不同的是該活動不拘於職業或業餘歌手、以及是否單身或是已婚，只要在2014年4月12日當時滿30歲以上即可參與。合格者必須在產品合作期間參與握手會、劇場表演、以及演唱會，直至同年9月1日畢業為止。
當時有5066人參與甄選活動，最年長參與者為82歲，並甄選出215人。二次審查有69人合格，最終審查從60人選出一位，最年長者為51歲。
合格者為塚本麻里子（時年37歲），其中前早安少女組。的成員市井紗耶香有參與此甄選活動，並在最終審查落選。

### 出典
1. ↑  参见第87号第74页的“（ロングインタビュー秋元康）”
2. ↑  . 体育日本.   [2020-07-30]. （原始内容存档于2018-06-18）.